# Jardins de Bomarzo

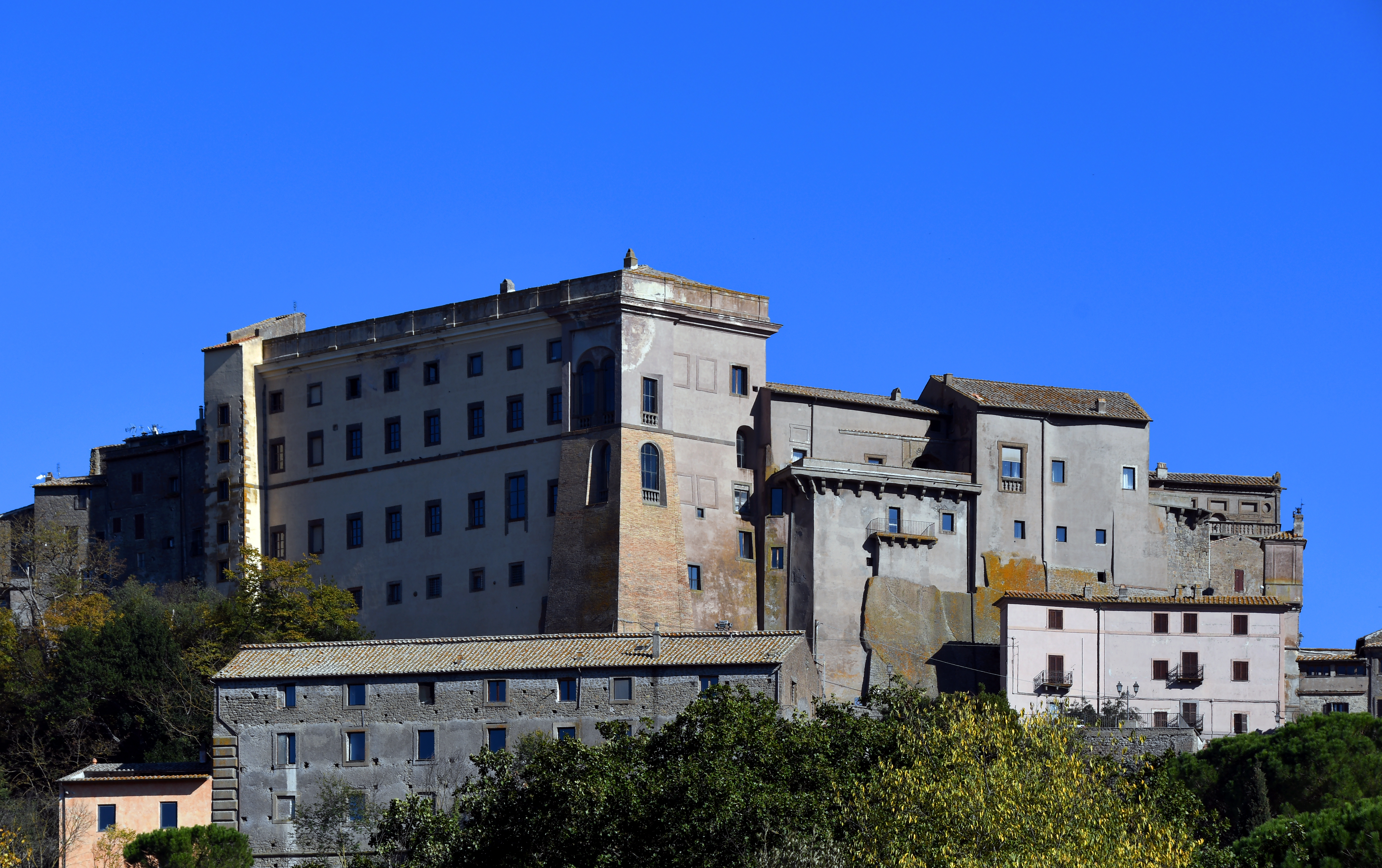
Castelo de Bomarzo, dominando os jardins

Os Jardins de Bomarzo, também conhecidos por Parque dos Monstros (Parco dei Mostri em italiano), são um complexo monumental situados na comuna de Bomarzo, na província de Viterbo, no norte do Lácio em Itália.
Os Jardins de Bomarzo são os mais extraordinários e extravagantes jardins da Renascença italiana. São compostos por um bosque situado no fundo de um vale dominado pelo castelo dos Orsini, e povoado de esculturas grotescas e pequenas construções espalhadas pela vegetação natural do parque.
A história da criação dos jardins e a interpretação das suas esculturas e dos textos gravados na pedra, são ainda hoje sujeito de grande controvérsia entre os historiadores.